# دروازه ارواح

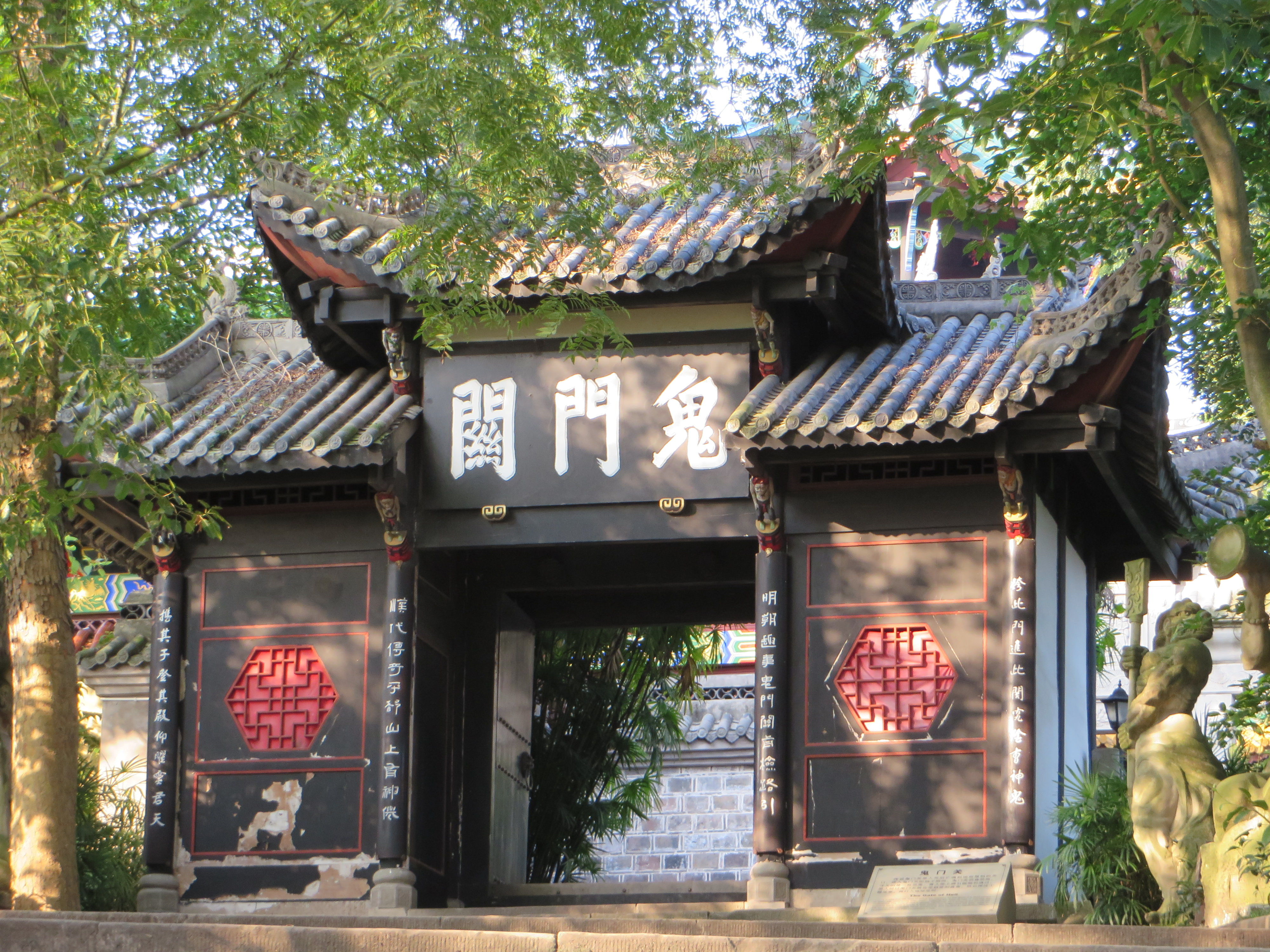
دروازه‌های جهنم در شهر ارواح فنگدو

دروازه ارواح (انگلیسی: Gate of the Ghosts) گذری در دنیای مردگان در اسطوره‌شناسی چین. دروازه، پایلویی است که بر پلاک افقی آن عبارت «دروازه ارواح» نوشته شده‌است. افسانه‌ها حاکی از آن است که در راه رفتن به کشور ارواح، مردگان باید از این دروازه عبور کنند.